# A Köztársaság Elnökének Érdemérme

## Adományozó: Dr.Göncz Árpádköztársasági elnök(1990–2000)
- Baji József – 1956-os forradalmár és szabadságharcos
- Dr. Benkő Zoltán – 1956-os forradalmár és szabadságharcos
- Ladányi Jenő – igazgató
- Kovalik Károly újságíró, televíziós riporter műsorvezető (életművéért, Köztársasági Elnöki Aranyérem, 1994)[1]
- Körmendi László Béla (gépészmérnök) – tb. szkp./Vitézi Rend/ , bizottsági tag, 1956-os forradalmár és szabadságharcos[forrás?]
- Mádi Jenő – 1956-os forradalmár és szabadságharcos
- Tirczka Kolosné – 1956-os forradalmár és szabadságharcos
- Zeidler Sándor iparmüvész a "Kitüntetések a Magyar és az Osztrák köztársaságban"c.kiállítás megrendezése elismeréseként "KÖZTÁRSASÁGI ELNÖKI ARANYÉREMBEN" részesitem Budapest, 1996 év április 18-án.

## Adományozó: Dr.Mádl Ferencköztársasági elnök (2000–2005)
- Baross Gábor – karnagy (2002)
- Dr. Béres József – kutató (2002)
- Boór János – főszerkesztő (2002)
- Gergely István – pap (2002)
- Dr. Göncz Árpádné (2002)
- Jókai Anna – író (2002)
- Korzenszky Richárd – bencés perjel (2002)
- Körmendi János – színművész (2002)
- Mikes Lilla – színművész (2002)
- Prof. Dr. Pethes György (2002)
- Sándor György – humorista (2002)
- Prof. Dr. Schweitzer József – főrabbi (2002)
- Dr. Atzél Endre – kuratóriumi elnök (2003)
- Dr. Bakos-Tóth Márta – igazgató (2003)
- Dr. Biszterszky Elemér – egyetemi tanár (2003)
- Dobos László – író (2003)
- Dr. Eősze László – zenetörténész (2003)
- Gulyás Dénes – operaénekes (2003)
- Iványi Gábor – metodista lelkész (2003)
- Juhász Nagy Sándor – egyetemi tanár (2003)
- Dr. Kahán Ágost – egyetemi tanár (2003)
- Kálmán Attila – igazgató (2003)
- Kodály Sarolta (2003)
- Kovács József (2003)
- Kováts Kolos – operaénekes (2003)
- Lankó József – plébános (2003)
- Lauer Edith (2003)
- Monspart Sarolta – tanár (2003)
- Sághy Gyula – rendező (2003)
- Antal János – esperes, plébános (2004)
- Dr. Bodor Elek – egyetemi tanár (2004)
- Böjte Csaba – ferences szerzetes (2004)
- Dr. Forgách Péter – orvos (2004)
- Hager Ritta – textilművész (2004)
- Hegedüs Endre – zongoraművész (2004)
- Dr. Hegedüs Lajos (2004)
- Hofgárt Györgyné (2004)
- Dr. Holló József – főigazgató (2004)
- Dr. Isépy Tamás (2004)
- Kató Béla – református lelkész (2004)
- Koltay Gábor – filmrendező (2004)
- Dr. Korzenszky László – főorvos (2004)
- Kovács Károly Zoltán – újságíró (2004)
- Kristóf Attila – szerkesztő (2004)
- Dr. Lebovits Imre – mérnök (2004)
- Madarassy István – szobrász (2004)
- Mátis Lívia – igazgató (2004)
- Nádas Pál – iskolaigazgató (2004)
- Pásztory Dóra – paralimpiai bajnok (2004)
- Antoni Judit – iskolaigazgató (2005)
- Berszán Lajos – esperes, plébános (2005)
- Bertók Lóránd – egyetemi tanár (2005)
- Borbáth Erzsébet – nyugalmazott igazgató (2005)
- Budavári Zita – kuratóriumi elnök (2005)
- Farkas Árpád – író (2005)
- Christa Gebel (2005)
- Jáki Szaniszló – bencés szerzetes (2005)
- Karol Wlachovszký – író (2005)
- Dr. Király Miklós – egyetemi docens (2005)
- Komor Ágnes – hárfaművész (2005)
- Kőbányai János – író (2005)
- Dr. Mayer Árpád – főorvos (2005)
- Mezei István – edző (2005)
- Msgr. Molnár Ottó – főlelkész
- Olofsson Placid – bencés szerzetes (2005)
- Oplatka András – újságíró (2005)
- Osztovits Ágnes – újságíró (2005)
- Dr. Pakucs János – mérnök (2005)
- Dr. Riedel Róbert – református lelkész (2005)

## Adományozó:Schmitt Pálköztársasági elnök (2010–2012)

### Magyar Köztársaság Elnökének Díszoklevele Éremmel
- Babos Tímea (2010)
- Batizi Barbara (2010)
- Bernek Péter – sportoló (2010)
- Biczó Bence – sportoló (2010)
- Dudás Eszter – sportoló (2010)
- Farkasdi Ramóna – sportoló (2010)
- Földházi Zsófia – sportoló (2010)
- Harcsa Zoltán – sportoló (2010)
- Kapás Boglárka – sportoló (2010)
- Lupkovits Dóra – sportoló (2010)
- Tóth Krisztián – sportoló (2010)
- Tótka Sándor – sportoló (2010)
- Töreky Balázs – sportoló (2010)
- Váradi Krisztina – sportoló (2010)
- Zámbó Balázs – sportoló (2010)
- Deák Gyula (2011)
- Fehér Károlyné dr. (2011)
- Kovács Péter (2011)
- Leitner Ferenc (2011)
- Mészáros Gyula (2011)
- Rádli Róbert (2011)
- Ifj. Somogyi Tamás (2011)
- Szabó Tamás (2011)
- Ifj. Szarka Lajos (2011)
- Szoboszlai Sándor (2011)
- Töttös Pál – 1956-os forradalmár és szabadságharcos (2011)

## Adományozó: Dr.Kövér Lászlóházelnökellátva a köztársasági elnök jogkörét (2012)
- nem adományozott

## Adományozó: Dr.Sulyok Tamásköztársasági elnök (2014–)

###### 2025
- Dr. Bánáti János